# Mister International Philippines
Mister International Philippines là cuộc thi sắc đẹp dành cho nam giới tại Philippines nhằm tìm kiếm đại diện tham gia cuộc thi Mister International và nhiều cuộc thi sắc đẹp quốc tế khác. Cuộc thi được tổ chức lần đầu vào năm 2022.

## Các lần tổ chức Mister International Philippines

### 2022
Mister International Philippines 2022 là cuộc thi Mister International Philippines lần thứ 1 được tổ chức tại Grand Ballroom of Okada Manila, Parañaque, Metro Manila vào ngày 27 tháng 6 năm 2022. Có 33 thí sinh dự thi, Myron Jude Ordillano đến từ Thành phố Parañaque đăng quang ngôi vị Mister International Philippines.
Vào ngày 8 tháng 9, ban tổ chức MIPH đã công bố và chính thức trao các danh hiệu quốc gia cho các Á vương và một thí sinh lọt vào chung kết trong buổi lễ trao sash được tổ chức tại Novotel Manila Araneta City, thành phố Quezon.
Kết quả
| Hạng                                                      | Thí sinh | Thứ hạng quốc tế | T.k.   |
| --------------------------------------------------------- | --- | --- | ------ |
| Mister International Philippines 2022                     | - Thành phố Parañaque – Myron Jude Ordillano | Á vương 4 Mister International 2022 | [ 5 ]  |
| Mister Global Philippines 2022 (Á vương 1)                | - Biñan, Laguna – Mark Mardon Avendaño | Không đạt giải Mister Global 2022 | [ 5 ]  |
| Mister National Universe Philippines 2022 (Á vương 2)     | - Tỉnh Leyte – Michael Ver Anton Comaling | Á vương 3 Mister National Universe 2023 | [ 5 ]  |
| Mister Tourism International Philippines 2022 (Á vương 3) | - Thành phố San Juan – Kitt Cortez | Không diễn ra Mister Tourism International 2022 | [ 5 ]  |
| Caballero Universal Filipinas 2022 (Á vương 4)            | - Thành phố Cagayan de Oro – Andre John Cue | Top 10 Caballero Universal 2022 | [ 5 ]  |
| Top 10                                                    | - Thành phố Cebu – John Ernest Tanting | Nam vương Mister Beauté Internationale 2022 | [ 11 ] |
| Top 10                                                    | - Thành phố Davao – Mico Angelo Teng - Imus, Cavite – Kristzan Karlo Delos Santos - Macabebe, Pampanga – Godfrey Nikolai Murillo - Tỉnh Quezon – Hisam Jehad Hit | - Thành phố Davao – Mico Angelo Teng - Imus, Cavite – Kristzan Karlo Delos Santos - Macabebe, Pampanga – Godfrey Nikolai Murillo - Tỉnh Quezon – Hisam Jehad Hit | [ 12 ] |
| Top 20                                                    | - Albay – Jay Cordovales - Cagayan Valley – John Angelo Escuadro - Camarines Sur – Aldrian Basilia - Tỉnh Cebu – Venjie James Trozo - Tỉnh Iloilo – Christian Villarin - Nueva Ecija – Ivan Myles Sibay - Pampanga – Jomarl Pabalan - San Simon, Pampanga – Nelson Nazal - Santa Maria, Bulacan – Harold John Tiongson - Tayabas, Tỉnh Quezon – Emanuel Miguel Nadera | - Albay – Jay Cordovales - Cagayan Valley – John Angelo Escuadro - Camarines Sur – Aldrian Basilia - Tỉnh Cebu – Venjie James Trozo - Tỉnh Iloilo – Christian Villarin - Nueva Ecija – Ivan Myles Sibay - Pampanga – Jomarl Pabalan - San Simon, Pampanga – Nelson Nazal - Santa Maria, Bulacan – Harold John Tiongson - Tayabas, Tỉnh Quezon – Emanuel Miguel Nadera | [ 13 ] |

Các thí sinh
| Thành phố/Tỉnh           | Thí sinh                    | Tuổi |
| ------------------------ | --------------------------- | ---- |
| Albay                    | Jay Cordovales              | 23   |
| Batangas                 | Michael Jhun Andrew Lucas   | 20   |
| Biñan, Laguna            | Mark Mardon Avendaño        | 22   |
| Thành phố Cabuyao        | Carlo Macuto                | 21   |
| Thành phố Cagayan de Oro | Andre John Cue              | 18   |
| Cagayan Valley           | John Angelo Escuadro        | 23   |
| Cainta, Rizal            | Marvin Salcedo              | 26   |
| Camarines Sur            | Aldrian Basilia             | 20   |
| Thành phố Cebu           | John Ernest Tan Ting        | 21   |
| Tỉnh Cebu                | Venjie James Trozo          | 22   |
| Thành phố Davao          | Mico Angelo Teng            | 23   |
| Ilocos Sur               | Jethro Mendoza              | 22   |
| Tỉnh Iloilo              | Christian Villarin          | 24   |
| Imus, Cavite             | Kristzan Karlo Delos Santos | 28   |
| Tỉnh Leyte               | Michael Ver Anton Comaling  | 20   |
| Macabebe, Pampanga       | Godfrey Nikolai Murillo     | 19   |
| Thành phố Mandaluyong    | Jherald Castañeda           | 21   |
| Marilao, Bulacan         | Bruce Frederick Espeso      | 21   |
| Misamis Occidental       | Richard Bravo Jr            | 23   |
| Thành phố Naga           | Gerald John Fullante        | 28   |
| Nueva Ecija              | Ivan Myles Sibay            | 20   |
| Pampanga                 | Jomarl Pabalan              | 22   |
| Thành phố Parañaque      | Myron Jude Ordillano        | 23   |
| Tỉnh Quezon              | Hisam Jehad Hit             | 25   |
| Thành phố San Juan       | Kitt Cortez                 | 21   |
| San Pedro, Laguna        | Rafael Anciano              | 19   |
| San Simon, Pampanga      | Nelson Nazal                | 27   |
| Santa Maria, Bulacan     | Harold John Tiongson        | 20   |
| Thành phố Santa Rosa     | Kent Magno                  | 23   |
| Siniloan, Laguna         | Christian Angelo Aduana     | 19   |
| Thành phố Tabaco         | Peter Philip Ombay          | 22   |
| Tayabas, Tỉnh Quezon     | Emanuel Miguel Nadera       | 24   |
| Zambales                 | Carl Joseph Abueg           | 23   |

### 2023
Mister International Philippines 2023 là cuộc thi Mister International Philippines lần thứ 2 được tổ chức tại Grand Ballroom of Newport Performing Arts Theater, Resorts World Manila, Pasay, Metro Manila vào ngày 28 tháng 6 năm 2023. Có 54 thí sinh dự thi, Austin Cabataña đến từ Thành phố Quezon đăng quang ngôi vị Mister International Philippines.
Kết quả
| Hạng                                          | Thí sinh | Thứ hạng quốc tế | T.k.          |
| --------------------------------------------- | --- | --- | ------------- |
| Mister International Philippines 2023         | - Thành phố Quezon – Austin Cabataña | Á vương 1 Mister International 2023 (PH) | [ 14 ] [ 15 ] |
| Mister Earth International Philippines 2023   | - Thành phố Cebu – Nathaniel Tiu | Nam vương Mister Earth International 2024 | [ 14 ] [ 15 ] |
| Mister National Universe Philippines 2023     | - Thành phố Batangas – Ruslan Kulikov | Top 10 Mister National Universe 2024 | [ 14 ] [ 15 ] |
| Mister National Universe Philippines 2023     | - Thành phố Cavite – Kenneth Aniban | Không đạt giải Mister National Universe 2024 | [ 14 ] [ 15 ] |
| Mister Charm Philippines 2023                 | - Tỉnh Cagayan – Ryan Cruz | Không diễn ra Mister Charm 2023 | [ 14 ] [ 15 ] |
| Mister Globe Philippines 2023                 | - Thành phố Pasig – Gabriel Ira Bautista | Không diễn ra Mister Globe 2023 | [ 14 ] [ 15 ] |
| Mister Beauté Internationale Philippines 2023 | - Oriental Mindoro – Shawn Khrysler Sulit | Không dự thi Mister Beauté Internationale 2024 | [ 14 ] [ 15 ] |
| Mister Tourism International Philippines 2023 | - Thành phố Taguig – Lhenard Cardozo | Không diễn ra Mister Tourism International 2024 | [ 14 ] [ 15 ] |
| Mister Teen International Philippines 2023    | - Lubao, Pampanga – Phil Andrei Tungul | Nam vương Mister Teen Global International 2024 | [ 14 ] [ 15 ] |
| Á vương                                       | - Talisay, Batangas – Ryan Kristopher Sacopon | Nam vương Mister Culture International 2024 | [ 14 ] [ 15 ] |
| Á vương                                       | - Nueva Ecija – Daeniel John Felismino | | [ 14 ] [ 15 ] |
| Top 15                                        | - Isabela – Hassan Marjan - Laguna – Rizmel Cabigao - Macabebe, Pampanga – Charles Jordan Bondoc - Tỉnh Tarlac – RJ Devera | - Isabela – Hassan Marjan - Laguna – Rizmel Cabigao - Macabebe, Pampanga – Charles Jordan Bondoc - Tỉnh Tarlac – RJ Devera | [ 14 ] [ 15 ] |
| Top 25                                        | - Balete, Batangas – Ivan Mendoza Las - Thành phố Cagayan de Oro – Alan Roy Sambaan II - Cainta – Aaron Maniego - Fil-Com of Ras Al-Khaimah – Jhamil Tyrone Principe - Ilocos Sur – Shadi Khalil - Mandaluyong – Ivann Renz Enriquez - Thành phố Marikina – Mathew Sygal So - Misamis Oriental – Arjun Albutra - Subic, Zambales – Aljay Dado - Thành phố Urdaneta – Ace Briones | - Balete, Batangas – Ivan Mendoza Las - Thành phố Cagayan de Oro – Alan Roy Sambaan II - Cainta – Aaron Maniego - Fil-Com of Ras Al-Khaimah – Jhamil Tyrone Principe - Ilocos Sur – Shadi Khalil - Mandaluyong – Ivann Renz Enriquez - Thành phố Marikina – Mathew Sygal So - Misamis Oriental – Arjun Albutra - Subic, Zambales – Aljay Dado - Thành phố Urdaneta – Ace Briones | [ 14 ] [ 15 ] |

Các giải thưởng
| Vùng         | Thí sinh                                         |
| ------------ | ------------------------------------------------ |
| Luzon        | - Thành phố Batangas – Ruslan Kulikov            |
| Metro Manila | - Thành phố Marikina – Mathew Sygal So           |
| Visayas      | - Thành phố Cebu – Nathaniel Tiu                 |
| Mindanao     | - Thành phố Cagayan De Oro – Alan Roy Sambaan II |

Các thí sinh
| Thành phố/Tỉnh            | Thí sinh                | Tuổi |
| ------------------------- | ----------------------- | ---- |
| Albay                     | Micko Boñon             | 22   |
| Asingan, Pangasinan       | Rillan Aguilana         | 25   |
| Thành phố Baguio          | Nikki Mori Escoto       | 20   |
| Balete, Batangas          | Ivan Mendoza Las        | 21   |
| Đảo Bantayan              | Ashley Judd Reyes       | 20   |
| Bataan                    | Gerald Mallari          | 24   |
| Thành phố Batangas        | Ruslan Kulikov          | 23   |
| Bulacan                   | Marlon Anthony Germedia | 21   |
| Thành phố Cagayan de Oro  | Alan Roy Sambaan II     | 20   |
| Tỉnh Cagayan              | Ryan Cruz               | 27   |
| Cainta                    | Aaron Maniego           | 20   |
| Thành phố Calaca          | Red Baciles             | 19   |
| Candaba, Pampanga         | John Eric Hernandez     | 21   |
| Thành phố Cavite          | Kenneth Aniban          | 22   |
| Thành phố Cebu            | Nathaniel Tiu           | 28   |
| Cubao, Thành phố Quezon   | Austin Carl Alibuyog    | 25   |
| Fil-Com of Dubai          | Guillermo Cabanlit Jr.  | 30   |
| Fil-Com of Ras Al-Khaimah | Jhamil Tyrone Principe  | 26   |
| Fil-Com of Sharjah        | Mark Bustrillo          | 26   |
| Ilocos Sur                | Shadi Khalil            | 18   |
| Isabela                   | Hassan Marjan           | 24   |
| Laguna                    | Rizmel Cabigao          | 21   |
| Thành phố Lapu-Lapu       | John Nelson Duallo      | 20   |
| Thành phố Las Piñas       | Anthony Meneses         | 25   |
| Lubao, Pampanga           | Phil Andrei Tungul      | 19   |
| Macabebe, Pampanga        | Charles Jordan Bondoc   | 23   |
| Mandaluyong               | Ivann Renz Enriquez     | 28   |
| Thành phố Mandaue         | Michael Jhaye Jordan    | 21   |
| Manila                    | Jestoni Matic           | 25   |
| Thành phố Marikina        | Mathew So               | 19   |
| Masbate                   | Samuel James Atrasado   | 22   |
| Misamis Oriental          | Arjun Albutra           | 23   |
| Nueva Ecija               | Daeniel John Felismino  | 22   |
| Thành phố Olongapo        | Micahelle Joy Dumalaon  | 25   |
| Oriental Mindoro          | Shawn Khrysler Sulit    | 21   |
| Palawan                   | Jay Mark Omolon         | 23   |
| Tỉnh Pangasinan           | John Michael Polondaya  | 21   |
| Thành phố Parañaque       | Benjamin Cruz           | 29   |
| Thành phố Pasig           | Gabriel Ira Bautista    | 22   |
| Pozzorubio, Pangasinan    | Michael John Aquino     | 20   |
| Thành phố Quezon          | Austin Cabanata         | 23   |
| Tỉnh Quezon               | Reynard Bernisca        | 18   |
| Tỉnh Rizal                | Wencel Mark Acosta      | 20   |
| Santa Mesa, Manila        | Ralph Lawrence Regala   | 22   |
| Thành phố Santa Rosa      | Reysther Tortoles       | 18   |
| South Cotabato            | Shone-Lee Avila         | 24   |
| Subic, Zambales           | Aljay Dado              | 19   |
| Thành phố Taguig          | Lhenard Cardozo         | 24   |
| Talisay, Batangas         | Ryan Kristopher Sacopon | 22   |
| Thành phố Tanauan         | Emmanuel Balba          | 23   |
| Tỉnh Tarlac               | RJ Devera               | 23   |
| Thành phố Urdaneta        | Ace Briones             | 21   |
| Zambales                  | Michael Allan Fortes    | 31   |
| Zamboanga del Sur         | Aries Ronie Patis       | 23   |
| Zamboanga Peninsula       | Lover Boy Dag-Uman      | 29   |

### 2024
Mister International Philippines 2024 là cuộc thi Mister International Philippines lần thứ 4 được tổ chức tại FPJ Arena, San Jose, Batangas vào ngày 30 tháng 6 năm 2024. Có 42 thí sinh dự thi, Marvin Diamante đến từ Laguna đăng quang ngôi vị Mister International Philippines.
Kết quả
| Hạng                                            | Thí sinh | Thứ hạng quốc tế | T.k.                 |
| ----------------------------------------------- | --- | --- | -------------------- |
| Mister International Philippines 2024           | - Laguna – Marvin Diamante§ | Á vương 2 Mister International 2024 (PH) | [ 20 ] [ 21 ] [ 22 ] |
| Mister Earth International Philippines 2024     | - Tỉnh Rizal – Erik Gudelano IV | Mister Earth International 2025 | [ 20 ] [ 21 ] [ 22 ] |
| Mister National Universe Philippines 2024       | - Santo Tomas, Batangas – Marcus Stephen Parcon | Top 10 Mister National Universe 2025 | [ 20 ] [ 21 ] [ 22 ] |
| Mister National Universe Cebu Island 2024       | - Thành phố Cebu – Ralph Jude Dinolan | Á vương 3 Mister National Universe 2025 | [ 20 ] [ 21 ] [ 22 ] |
| Mister Charm Philippines 2024                   | - Bulacan – Matt Aldrick Gregorio | Mister Charm 2025 | [ 20 ] [ 21 ] [ 22 ] |
| Mister International Philippines - World 2024   | - Leyte – Jake Keanu Batiancela § | Không diễn ra Pageant of the World 2024 | [ 20 ] [ 21 ] [ 22 ] |
| Mister Culture International Philippines 2024   | - San Fernando, La Union – Marc Louise Sarmac | Không dự thi Thay thế Brent Jonathan Mendoza dự thi | [ 20 ] [ 21 ] [ 22 ] |
| Mister Runway Model Universe Philippines 2024   | - Zambales – Charlie Cook § | Không dự thi Runway Model Universe 2024 | [ 20 ] [ 21 ] [ 22 ] |
| Mister International Philippines - Tourism 2024 | - Thành phố Tanauan, Batangas – Brent Jonathan Mendoza | Á vương 1 Mister Culture International 2025 | [ 20 ] [ 21 ] [ 22 ] |
| Mister Teen International Philippines 2024      | - Tỉnh Cagayan – Aimree Kervick Pablo | Mister Teen Global International 2025 | [ 20 ] [ 21 ] [ 22 ] |
| Á vương 1                                       | - Rosario, Cavite – Dannvie Remulla | - Rosario, Cavite – Dannvie Remulla | [ 20 ] [ 21 ] [ 22 ] |
| Top 16                                          | - Arayat, Pampanga – Jolo Eries Babor - Initao, Misamis Oriental – Rojie Fajardo - Misamis Occidental – Ian Howell Dingal - Thành phố Parañaque – Jade Dalogdog - Tarlac – John Paul Gundayao | - Arayat, Pampanga – Jolo Eries Babor - Initao, Misamis Oriental – Rojie Fajardo - Misamis Occidental – Ian Howell Dingal - Thành phố Parañaque – Jade Dalogdog - Tarlac – John Paul Gundayao | [ 20 ] [ 21 ] [ 22 ] |
| Top 27                                          | - Agusan del Sur – Jeffry Saro § - Thành phố Batangas – Rae Lexiss Mendoza - Bauan, Batangas – Andrew Lucas § - Thành phố Cagayan de Oro – Ronald Costanilla - Thành phố San Jose Del Monte – Marlo Martin - Eastern Pangasinan – Januel Sevilla - Fil-Com of KSA – Kenzo Rheynald Quiambao § - Fil-Com of Riyadh – Arjel Morallos § - La Union – Jayr Naanos § - Los Baños, Laguna – Jason Sardua § - Pinamungajan, Cebu – George Kenny Fedrequilan | - Agusan del Sur – Jeffry Saro § - Thành phố Batangas – Rae Lexiss Mendoza - Bauan, Batangas – Andrew Lucas § - Thành phố Cagayan de Oro – Ronald Costanilla - Thành phố San Jose Del Monte – Marlo Martin - Eastern Pangasinan – Januel Sevilla - Fil-Com of KSA – Kenzo Rheynald Quiambao § - Fil-Com of Riyadh – Arjel Morallos § - La Union – Jayr Naanos § - Los Baños, Laguna – Jason Sardua § - Pinamungajan, Cebu – George Kenny Fedrequilan | [ 20 ] [ 21 ] [ 22 ] |

- § Thắng phần thi fast-track challenge vào thẳng Top 27 chung cuộc.

Các giải thưởng
| Giải thưởng                | Giải thưởng                     | Thí sinh |
| -------------------------- | ------------------------------- | --- |
| FAST-TRACK WINNERS         | Mister Popularity               | - La Union – Jayr Naanos - Fil-Com of KSA – Kenzo Rheynald Quiambao - Agusan del Sur – Jeffry Saro                                    |
| FAST-TRACK WINNERS         | People’s Choice Award           | - Leyte – Jake Keanu Batiancela - Los Baños, Laguna – Jason Sardua - Fil-Com of Riyadh – Arjel Morallos                               |
| FAST-TRACK WINNERS         | Best in Modern Filipino Barong  | - Zambales – Charlie Cook |
| FAST-TRACK WINNERS         | Top Model                       | - Laguna – Marvin Diamante |
| FAST-TRACK WINNERS         | Multimedia                      | - Bauan, Batangas – Andrew Lucas |
| GIẢI THƯỞNG ĐẶC BIỆT       | Best in Formal Wear             | - Bulacan – Matt Aldrick Gregorio |
| GIẢI THƯỞNG ĐẶC BIỆT       | Best in Swimwear                | - Santo Tomas, Batangas – Marcus Stephen Parcon                                                                                       |
| GIẢI THƯỞNG ĐẶC BIỆT       | Mister Photogenic               | - Tỉnh Rizal – Erik Gudelano IV |
| GIẢI THƯỞNG ĐẶC BIỆT       | Mister Congeniality             | - Thành phố Cebu – Ralph Jude Dinolan                                                                                                 |
| GIẢI THƯỞNG ĐẶC BIỆT       | Mister Personality              | - Bohol – Lloyd Vincent Calunia - Thành phố Bacolod – Paolo Ocampo                                                                    |
| GIẢI THƯỞNG TỪ NHÀ TÀI TRỢ | Mister Dermaworld               | - Laguna – Marvin Diamante |
| GIẢI THƯỞNG TỪ NHÀ TÀI TRỢ | Face of Dermaworld              | - Tỉnh Cagayan Province – Aimree Kervick Pablo                                                                                        |
| GIẢI THƯỞNG TỪ NHÀ TÀI TRỢ | Skin of Dermaworld              | - Zambales – Charlie Cook |
| GIẢI THƯỞNG TỪ NHÀ TÀI TRỢ | Body of Dermaworld              | - Misamis Occidental – Ian Howell Dingal                                                                                              |
| GIẢI THƯỞNG TỪ NHÀ TÀI TRỢ | Options Philippines Ambassadors | - Misamis Occidental – Ian Howell Dingal - Bulacan – Matt Aldrick Gregorio - Laguna – Marvin Diamante - Leyte – Jake Keanu Batiancela |

Các thí sinh
| SBD | Thành phố/Tỉnh               | Thí sinh                  | Tuổi |
| --- | ---------------------------- | ------------------------- | ---- |
| 1   | Arayat, Pampanga             | Jolo Eries Babor          | 21   |
| 2   | Thành phố San Jose Del Monte | Marlo Martin              | 20   |
| 3   | Rodriguez, Rizal             | Calvin Rejie Cabatac      | 20   |
| 4   | Bohol                        | Lloyd Vincent Calunia     | 24   |
| 5   | Thành phố Parañaque          | Jade Dalogdog             | 29   |
| 6   | Bauan, Batangas              | Andrew Lucas              | 22   |
| 7   | Rosario, Cavite              | Dannvie Remulla           | 19   |
| 8   | La Union                     | Jayr Naanos               | 23   |
| 9   | Santo Tomas, Batangas        | Marcus Stephen Parcon     | 23   |
| 10  | Eastern Pangasinan           | Januel Sevilla            | 23   |
| 11  | Leyte                        | Jake Keanu Batiancela     | 28   |
| 12  | Bulacan                      | Matt Aldrick Gregorio     | 18   |
| 13  | Tỉnh Rizal                   | Erik Gudelano IV          | 28   |
| 14  | Camiling, Tarlac             | Aziz Barakat              | 26   |
| 15  | Thành phố Cagayan de Oro     | Ronald Costanilla         | 20   |
| 16  | Pinamungajan, Cebu           | George Kenny Fedrequilan  | 23   |
| 17  | Zambales                     | Charlie Cook              | 22   |
| 18  | Noveleta, Cavite             | Philip Prudente           | 20   |
| 19  | Alicia, Isabela              | Peter Jacob               | 21   |
| 20  | Santa Rosa, Laguna           | Carl Limuel Atienza       | 19   |
| 21  | San Fernando, La Union       | Marc Louise Sarmac        | 22   |
| 22  | Thành phố San Juan           | Kelvin Dave Ramos         | 22   |
| 23  | Thành phố Toledo             | Rod Miguel Lopez          | 22   |
| 24  | Misamis Occidental           | Ian Howell Dingal         | 21   |
| 25  | Tarlac                       | John Paul Gundayao        | 20   |
| 26  | Pangasinan                   | Christian Jay Madarang    | 25   |
| 27  | Laguna                       | Marvin Diamante           | 26   |
| 28  | Thành phố Cebu               | Ralph Jude Dinolan        | 27   |
| 29  | Thành phố Tanauan, Batangas  | Brent Jonathan Mendoza    | 22   |
| 30  | Cavite                       | Ghiane Angel Daniel Lova  | 21   |
| 31  | Nueva Ecija                  | John Mark Sibayan         | 20   |
| 32  | Bataan                       | John Kuthumi Ragel        | 22   |
| 33  | Sudipen, La Union            | Loreto Erno Jr.           | 21   |
| 34  | Pampanga                     | Ralph Lawrence Regala     | 23   |
| 35  | Los Baños, Laguna            | Jason Sardua              | 24   |
| 36  | Tỉnh Batangas                | Ian Christopher Catimbang | 19   |
| 37  | Agusan del Sur               | Jeffry Saro               | 27   |
| 38  | Thành phố Batangas           | Rae Lexiss Mendoza        | 22   |
| 39  | Initao, Misamis Oriental     | Rojie Fajardo             | 22   |
| 40  | Thành phố Bacolod            | Paolo Ocampo              | 28   |
| 41  | Vùng Davao                   | David Christopher Chan    | 21   |
| 42  | Fil-Com of KSA               | Kenzo Rheynald Quiambao   | 30   |
| 43  | Fil-Com of Riyadh            | Arjel Morallos            | 31   |
| 44  | Tỉnh Cagayan                 | Aimree Kervick Pablo      | 17   |

### 2025
Mister International Philippines 2025 là cuộc thi Mister International Philippines lần thứ 5 được tổ chức tại Monet Ballroom, Novotel Hotel Manila, Araneta City, Thành phố Quezon vào ngày 20 tháng 7 năm 2025. Có 37 thí sinh dự thi, Lloyd Garcia đến từ Manila đăng quang ngôi vị Mister International Philippines.
Kết quả
| Hạng                                               | Thí sinh                                    | Thứ hạng quốc tế                |
| -------------------------------------------------- | ------------------------------------------- | ------------------------------- |
| Mister International Philippines 2024              | - Manila – Lloyd Garcia                     | Mister International 2025 (PH)  |
| Mister National Universe Philippines 2025          | - Thành phố Las Piñas – Simon Joseph Javier | Mister National Universe 2026   |
| Mister Model International Philippines 2025        | - Metro Clark – Jose Carlos Paras           | Mister Model International 2026 |
| Mister Earth International Philippines 2025        | - Filcom USA – Larz Kent Dawson             | Mister Earth International 2026 |
| Man Hot Star International Philippines 2025        | - Tỉnh Bulacan – Marlo Martin               | Man Hot Star International 2025 |
| Mister National Universe Cebu Island 2025          | - Thành phố Lucena – John Paulo dela Cruz   | Mister National Universe 2026   |
| Mister Charm Philippines 2025                      | - Surigao del Norte – Marc Louise Sarmac    | Mister Charm 2026               |
| Mister International Philippines - Tourism 2025    | - Filcom KSA – Anecito Guillena Jr          | [ chưa xác định ]               |
| Mister International Philippines - Charity 2025    | - Isabela – Adrian Ayala                    | [ chưa xác định ]               |
| Mister International Philippines - Heritage 2025   | - Tỉnh Batangas – Justine Pontejos          | [ chưa xác định ]               |
| Mister International Philippines - Ambassador 2025 | - Thành phố Davao – John Steve Pestaño      | [ chưa xác định ]               |

Các thí sinh
| Thành phố/Tỉnh       | Thí sinh              |
| -------------------- | --------------------- |
| Albay                | Lee Mark Alburo       |
| Balayan, Batangas    | Michael Francis Urcia |
| Bataan               | Aivan Jimel de Leon   |
| Tỉnh Batangas        | Justin Pontejos       |
| Bay, Laguna          | Raylon Cyre Dizon     |
| Tỉnh Bulacan         | Marlo Martin          |
| Tỉnh Cagayan         | Kyle Geroca           |
| Tỉnh Cavite          | Michael Amagan Jr.    |
| Cotabato             | Kim-Boy Sangki        |
| Thành phố Davao      | John Steve Pestaño    |
| Vùng Davao           | Daniel Ganac          |
| Filcom Canada        | Ed Christian de Leon  |
| Filcom KSA           | Anecito Guillena      |
| Filcom USA           | Larz Kent Dawson      |
| Ilocos Sur           | Gabriel Faypon        |
| Tỉnh Isabela         | Adrian Nuesa Ayala    |
| Laguna               | Andrei Polisto        |
| Thành phố Las Piñas  | Simon Joseph Javier   |
| Thành phố Legazpi    | Jay Zafra             |
| Los Baños, Laguna    | Kerwin Sicat          |
| Thành phố Lucena     | John Paulo dela Cruz  |
| Manila               | Lloyd Garica          |
| Metro Clark          | Jose Carlos Paras     |
| Muntinlupa           | John Hibaya           |
| Nueva Ecija          | Fernan Luis Lahom     |
| Oriental Mindoro     | Daniel Mercado        |
| Pampanga             | Emer John Bondoe      |
| Pangasinan           | Jace Perez            |
| Pulilan, Bulacan     | Xavier Javier         |
| Tỉnh Quezon          | Seith Racelis         |
| Tỉnh Rizal           | Julius Irving Lirio   |
| Tỉnh Romblon         | Drei Villalon         |
| Santa Maria, Bulacan | Ron Jay Cruz          |
| Tỉnh Sorsogon        | John Mark Musni       |
| Surigao del Norte    | Rash Morales          |
| Thành phố Tacloban   | Gab de Paz            |
| Tarlac               | Ramis Nuqui           |
| Western Pangasinan   | Noel Peter Seña       |

## Đại diện Philippines tại các cuộc thi sắc đẹp quốc tế

### Mister International
Chú thích màu
- : Nam vương
- : Á vương
- : Top chung kết
- : Top bán chung kết
- : Được giải thưởng đặc biệt

| Năm  | Đại diện             | Thứ hạng tại Mister International Philippines | Thứ hạng tại Mister International | Giải thưởng đặc biệt                                | T.k.  |
| ---- | -------------------- | --------------------------------------------- | --------------------------------- | --------------------------------------------------- | ----- |
| 2022 | Myron Jude Ordillano | Mister International Philippines 2022         | Á vương 4                         |                                                     | [ 4 ] |
| 2023 | Austin Cabataña      | Mister International Philippines 2023         | Á vương 1                         | 2 - - Best in National Costume - Mister Formal Wear |       |
| 2024 | Marvin Diamante      | Mister International Philippines 2024         | Á vương 4                         | 1 - - Best in Formal Wear                           |       |
| 2025 | Lloyd Garcia         | Mister International Philippines 2025         |                                   |                                                     |       |

### Mister Earth International
Chú thích màu
- : Nam vương
- : Á vương
- : Top chung kết
- : Top bán chung kết
- : Được giải thưởng đặc biệt

| Năm  | Đại diện         | Thứ hạng tại Mister International Philippines | Thứ hạng tại Mister Earth International | Giải thưởng đặc biệt                                                             | T.k.   |
| ---- | ---------------- | --------------------------------------------- | --------------------------------------- | -------------------------------------------------------------------------------- | ------ |
| 2024 | Nathaniel Tiu    | Mister Earth International Philippines 2023   | Mister Earth International              | 3 - - Top 3 Mister Fashion Model - Mister Interactive - Best Ecological Projects | [ 16 ] |
| 2025 | Erik Gudelano IV | Mister Earth International Philippines 2024   |                                         |                                                                                  |        |
| 2026 | Larz Kent Dawson | Mister Earth International Philippines 2025   |                                         |                                                                                  |        |

### Mister National Universe
Chú thích màu
- : Nam vương
- : Á vương
- : Top chung kết
- : Top bán chung kết
- : Được giải thưởng đặc biệt

| Năm  | Đại diện                   | Thứ hạng tại Mister International Philippines | Thứ hạng tại Mister National Universe | Giải thưởng đặc biệt    | T.k.  |
| ---- | -------------------------- | --------------------------------------------- | ------------------------------------- | ----------------------- | ----- |
| 2023 | Michael Ver Anton Comaling | Mister National Universe Philippines 2022     | Á vương 4                             | 1 - - Mister Photogenic | [ 7 ] |
| 2024 | Ruslan Kulikov             | Mister National Universe Philippines 2023     | Top 10                                |                         |       |
| 2024 | Kenneth Aniban             | Mister National Universe Philippines 2023     | Không đạt giải                        |                         |       |
| 2025 | Marcus Stephen Parcon      | Mister National Universe Philippines 2024     | Top 10                                |                         |       |
| 2025 | Ralph Jude Dinolan         | Mister National Universe Cebu Island 2024     | Á vương 3                             |                         |       |
| 2026 | Simon Joseph Javier        | Mister National Universe Philippines 2025     |                                       |                         |       |
| 2026 | John Paulo dela Cruz       | Mister National Universe Cebu Island 2025     |                                       |                         |       |

### Mister Charm
Chú thích màu
- : Nam vương
- : Á vương
- : Top chung kết
- : Top bán chung kết
- : Được giải thưởng đặc biệt

| Năm  | Đại diện              | Thứ hạng tại Mister International Philippines | Thứ hạng tại Mister Charm | Giải thưởng đặc biệt | T.k. |
| ---- | --------------------- | --------------------------------------------- | ------------------------- | -------------------- | ---- |
| 2023 | Ryan Cruz             | Mister Charm Philippines 2023                 | Không diễn ra             |                      |      |
| 2025 | Matt Aldrick Gregorio | Mister Charm Philippines 2024                 |                           |                      |      |
| 2026 | Marc Louise Sarmac    | Mister Charm Philippines 2025                 |                           |                      |      |

### Man Hot Star International
Chú thích màu
- : Nam vương
- : Á vương
- : Top chung kết
- : Top bán chung kết
- : Được giải thưởng đặc biệt

| Năm  | Đại diện     | Thứ hạng tại Mister International Philippines | Thứ hạng tại Man Hot Star International | Giải thưởng đặc biệt | T.k. |
| ---- | ------------ | --------------------------------------------- | --------------------------------------- | -------------------- | ---- |
| 2025 | Marlo Martin | Man Hot Star International Philippines 2025   |                                         |                      |      |

### Mister Model International
Chú thích màu
- : Nam vương
- : Á vương
- : Top chung kết
- : Top bán chung kết
- : Được giải thưởng đặc biệt

| Năm  | Đại diện          | Thứ hạng tại Mister International Philippines | Thứ hạng tại Mister Model International | Giải thưởng đặc biệt | T.k. |
| ---- | ----------------- | --------------------------------------------- | --------------------------------------- | -------------------- | ---- |
| 2026 | Jose Carlos Paras | Mister Model International Philippines 2025   |                                         |                      |      |

### Mister Culture International
Chú thích màu
- : Nam vương
- : Á vương
- : Top chung kết
- : Top bán chung kết
- : Được giải thưởng đặc biệt

| Năm  | Đại diện                | Thứ hạng tại Mister International Philippines   | Thứ hạng tại Mister Culture International | Giải thưởng đặc biệt                                                                         | T.k. |
| ---- | ----------------------- | ----------------------------------------------- | ----------------------------------------- | -------------------------------------------------------------------------------------------- | ---- |
| 2024 | Ryan Kristopher Sacopon | Mister Culture International Philippines 2023   | Mister Culture International              | 4 - - Best in National Costume - Mister Photogenic - Best in Sports Wear - Mister Popularity |      |
| 2025 | Brent Jonathan Mendoza  | Mister International Philippines - Tourism 2024 | Á vương 1                                 | 2 - - Best Popularity - Best Formal Wear                                                     |      |

### Mister Teen Global International
Chú thích màu
- : Nam vương
- : Á vương
- : Top chung kết
- : Top bán chung kết
- : Được giải thưởng đặc biệt

| Năm  | Đại diện             | Thứ hạng tại Mister International Philippines | Thứ hạng tại Mister Teen Global International | Giải thưởng đặc biệt | T.k.   |
| ---- | -------------------- | --------------------------------------------- | --------------------------------------------- | -------------------- | ------ |
| 2023 | Phil Andrei Tungul   | Mister Teen International Philippines 2023    | Mister Teen Global International              |                      | [ 16 ] |
| 2025 | Aimree Kervick Pablo | Mister Teen International Philippines 2024    |                                               |                      |        |

### Runway Model Universe
Chú thích màu
- : Nam vương
- : Á vương
- : Top chung kết
- : Top bán chung kết
- : Được giải thưởng đặc biệt

| Năm  | Đại diện     | Thứ hạng tại Mister International Philippines | Thứ hạng tại Runway Model Universe | Giải thưởng đặc biệt | T.k. |
| ---- | ------------ | --------------------------------------------- | ---------------------------------- | -------------------- | ---- |
| 2024 | Charlie Cook | Mister Runway Model Universe Philippines 2024 | Không dự thi                       |                      |      |

### Pageant of the World
Chú thích màu
- : Nam vương
- : Á vương
- : Top chung kết
- : Top bán chung kết
- : Được giải thưởng đặc biệt

| Năm  | Đại diện              | Thứ hạng tại Mister International Philippines | Thứ hạng tại Pageant of the World | Giải thưởng đặc biệt | T.k. |
| ---- | --------------------- | --------------------------------------------- | --------------------------------- | -------------------- | ---- |
| 2024 | Jake Keanu Batiancela | Mister International Philippines - World 2024 | Không diễn ra                     |                      |      |

### Mister Globe
Chú thích màu
- : Nam vương
- : Á vương
- : Top chung kết
- : Top bán chung kết
- : Được giải thưởng đặc biệt

| Năm  | Đại diện             | Thứ hạng tại Mister International Philippines | Thứ hạng tại Mister Globe | Giải thưởng đặc biệt | T.k. |
| ---- | -------------------- | --------------------------------------------- | ------------------------- | -------------------- | ---- |
| 2023 | Gabriel Ira Bautista | Mister Globe Philippines 2023                 | Không diễn ra             |                      |      |

### Mister Beauté Internationale
Chú thích màu
- : Nam vương
- : Á vương
- : Top chung kết
- : Top bán chung kết
- : Được giải thưởng đặc biệt

| Năm  | Đại diện             | Thứ hạng tại Mister International Philippines | Thứ hạng tại Mister Beauté Internationale | Giải thưởng đặc biệt | T.k.  |
| ---- | -------------------- | --------------------------------------------- | ----------------------------------------- | -------------------- | ----- |
| 2022 | John Ernest Tanting  | Mister Beauté Internationale Philippines 2022 | Mister Beauté Internationale              |                      | [ 8 ] |
| 2024 | Shawn Khrysler Sulit | Mister Beauté Internationale Philippines 2023 | Không dự thi                              |                      |       |

### Mister Tourism International
Chú thích màu
- : Nam vương
- : Á vương
- : Top chung kết
- : Top bán chung kết
- : Được giải thưởng đặc biệt

| Năm  | Đại diện        | Thứ hạng tại Mister International Philippines | Thứ hạng tại Mister Tourism International | Giải thưởng đặc biệt | T.k. |
| ---- | --------------- | --------------------------------------------- | ----------------------------------------- | -------------------- | ---- |
| 2022 | Kitt Cortez     | Mister Tourism International Philippines 2022 | Không diễn ra                             |                      |      |
| 2023 | Lhenard Cardozo | Mister Tourism International Philippines 2023 | Không diễn ra                             |                      |      |

### Caballero Universal
Chú thích màu
- : Nam vương
- : Á vương
- : Top chung kết
- : Top bán chung kết
- : Được giải thưởng đặc biệt

| Năm  | Đại diện       | Thứ hạng tại Mister International Philippines | Thứ hạng tại Caballero Universal | Giải thưởng đặc biệt           | T.k. |
| ---- | -------------- | --------------------------------------------- | -------------------------------- | ------------------------------ | ---- |
| 2022 | Andre John Cue | Caballero Universal Filipinas 2022            | Top 10                           | 1 - - Mejor Cuerpo (Best Body) |      |

### Mister Global
Chú thích màu
- : Nam vương
- : Á vương
- : Top chung kết
- : Top bán chung kết
- : Được giải thưởng đặc biệt

| Năm  | Đại diện             | Thứ hạng tại Mister International Philippines | Thứ hạng tại Mister Global | Giải thưởng đặc biệt        | T.k.  |
| ---- | -------------------- | --------------------------------------------- | -------------------------- | --------------------------- | ----- |
| 2022 | Mark Mardon Avendaño | Mister Global Philippines 2022                | Không đạt giải             | 1 - - Best National Costume | [ 6 ] |